# Hyles salangensis
Hyles salangensis är en fjärilsart som beskrevs av Ebert 1969. Hyles salangensis ingår i släktet Hyles och familjen svärmare. Inga underarter finns listade i Catalogue of Life.